# Association Liberté
L'Association Liberté est une association loi de 1901 établie à Bagneux (France).
Elle intervient pour des missions de prévention et de réduction des risques.
Cette association a une mission de veille sanitaire et collecte des produits de synthèse dans un but d'analyse dans le cadre du programme du Système national d'identification des toxiques et substances (Sintes).